# إوزة ربداء

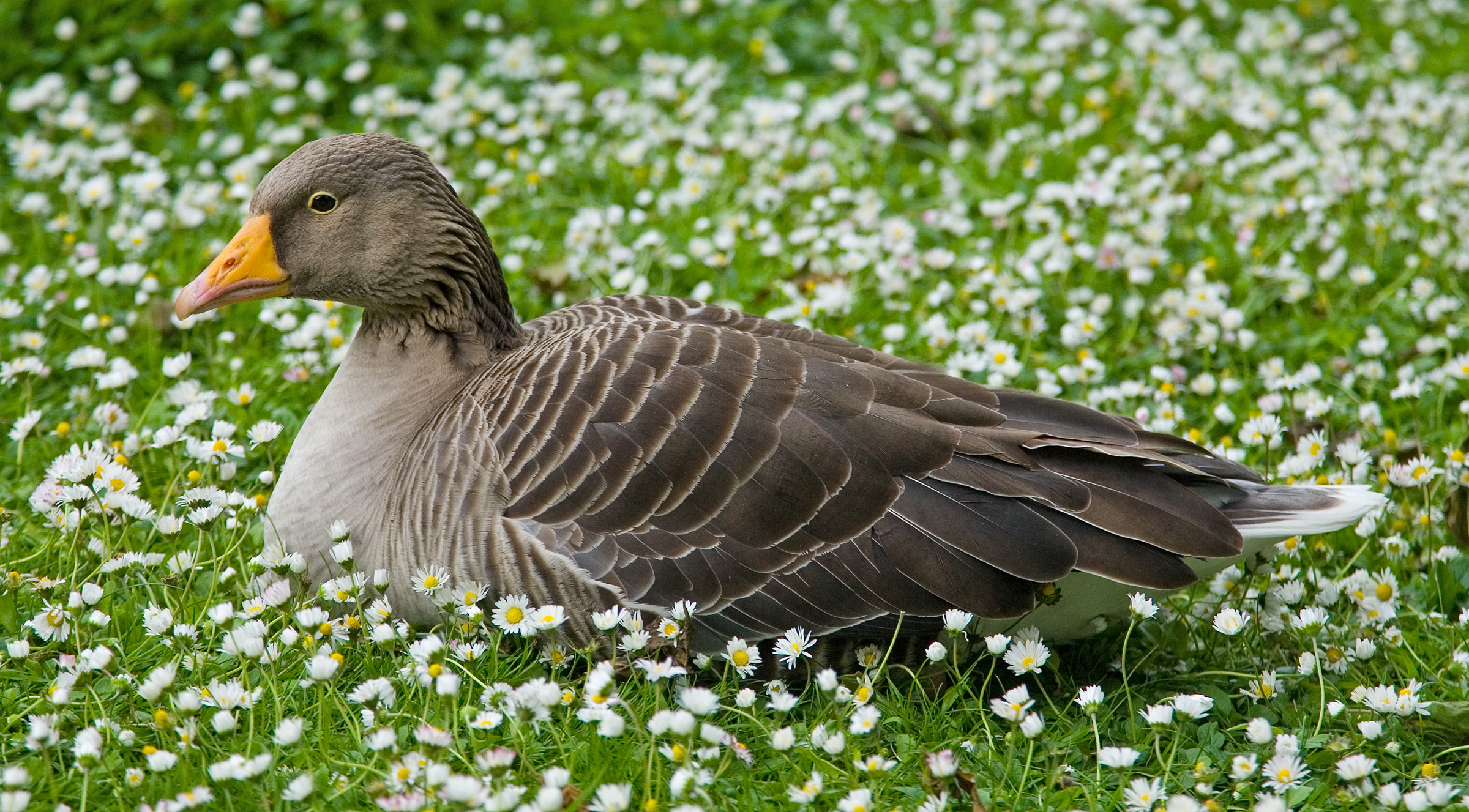
إوزة ربداء بمُنتزه سانت جيمس بارك بلندن.

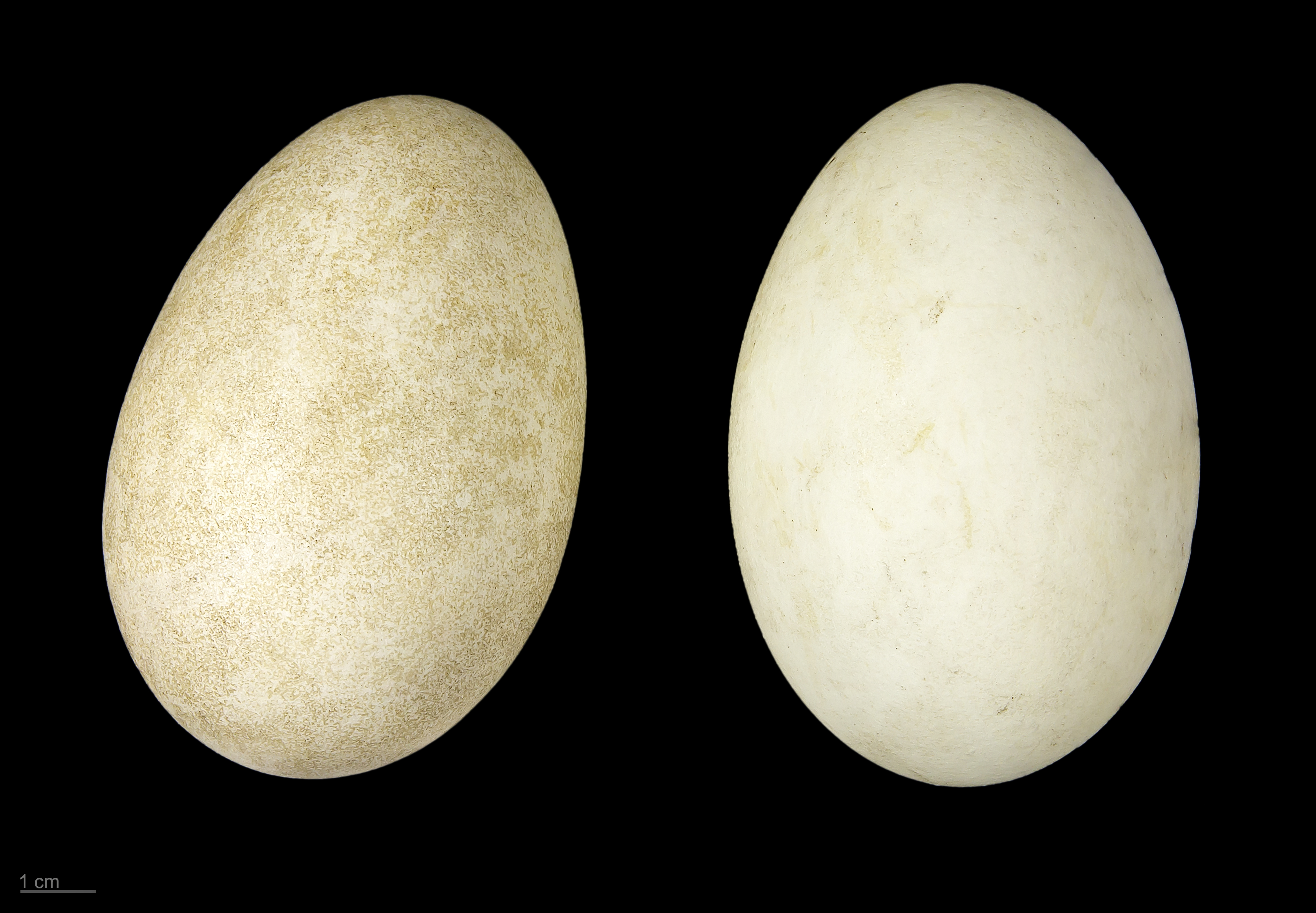
بيض الإوزة الربداء.

الوزة الربداء أو الإوزة الربداء أو الإوزة الرمداء يسمى أيضا إوزة رمادية (الاسم العلمي: Anser  anser) (بالإنجليزية: Greylag  Goose)‏ هي طائر ينتمي إلى إوزيات (فصيلة: Anatidae).